# Илија Ранимир
Илија Ранимир (Избиште, 1821 — 1901) био је једини зубни лекар међу 15 лекара који су основали Српско лекарско друштво.

## Биографија
Илија Ранимир је рођен у Избишту у Банату. Основну школу је похађао у Вршцу, а гимназију у Кечкемету и Бечу. Студирао је на једној од цењенијих школа у Грацу , где је и дипломирао 1847. године. Као зубар радио је у Русији, Влашкој, Солуну, Цариграду и Јерусалиму. Вративши се у Вршац, наставио је да обавља зубарску праксу све до 1868. године. Са својих 47 година прешао је у Београд, где је остао до краја живота. Илија Ранимир је преминуо 25. априла 1901. године. Сахрањен је на Новом гробљу у Београду. Његов гроб је 1950. године прекопан, јер нико није плаћао одржавање гробнице.

## Српско лекарско друштво
Поред тога што је радио као приватни зубар у Београду, Илија Ранимир је био и један од оснивача Српског лекарског друштва, његов редован , а касније и почасни члан. Био је врло активан у раду Друштва и учествовао је у свих шест састанака који су претходили његовом оснивању. 
Заједно са својом супругом Катарином основао је Фонд Илије и Катарине Ранимир. Своју кућу у улици Краљице Наталије бр. 42 у Београду и сву имовину од тадашњих 860.845 динара завештали су Срском лекарском друштву и за стипендирање сиромашних студената.